# 持田村 (埼玉県)
持田村（もちだむら）は埼玉県の北部、北埼玉郡に属していた村。

## 地理
- 河川：忍川

## 歴史
- 1889年（明治22年）4月1日 - 町村制施行により、持田村、前谷新田が合併し北埼玉郡持田村が成立する。
- 1937年（昭和12年）4月1日 - 長野村、星河村とともに忍町へ編入する。
- 1949年（昭和24年）5月3日 - 忍町が市制施行し忍市となり、即日改称し行田市となる。